# Psychoda eremita
Psychoda eremita és una espècie d'insecte dípter pertanyent a la família dels psicòdids.

## Descripció
- Els adults són completament de color gris marronós.
- Les antenes presenten 16 segments.[5]

## Distribució geogràfica
Es troba a les illes Campbell, Antípodes i Auckland.